# Linhares (Carrazeda de Ansiães)
Linhares is een plaats (freguesia) in de Portugese gemeente Carrazeda de Ansiães en telt 574 inwoners (2001).